# Лукас, Джош
Джошу́а Лу́кас И́зи Дент Ма́урер (англ. Joshua Lucas Easy Dent Maurer), наиболее известный как Джош Лу́кас (англ. Josh Lucas; род. 20 июня 1971, Литл-Рок, Арканзас, США) — американский актёр, известный по фильмам «Игры разума», «Стильная штучка», «Стелс», «Игра по чужим правилам», «Посейдон» и «Дж. Эдгар», а также по главным ролям в телесериалах «Фирма» и «Тайны Лауры».

## Биография
Джош Лукас родился в Арканзасе, в семье медицинских работников. Уже со старших классов школы он начал проявлять интерес к драматическому искусству, участвовал в различных организациях самодеятельности. После окончания школы Лукас принял решение не поступать в колледж, а начать карьеру актёра. В возрасте 19 лет он переехал в Голливуд.

## Карьера
В начале 1990-х годов Джош Лукас получал эпизодические роли в различных телесериалах («Жизнь продолжается», «Паркер Льюис не теряется», «Джейк и толстяк»), в титрах его имя указывалось как Джошуа Лукас. Первый полнометражный фильм с его участием, «Дитя тьмы, дитя света», вышел в 1991 году. Джош Лукас снялся в художественном фильме «Выжить» («Alive», 1992) об уругвайских игроках в регби, которые из-за катастрофы в горах были вынуждены стать каннибалами, чтобы спастись от неминуемой гибели.
В последующие годы Лукас исполнял ведущие роли в таких фильмах, как «Стильная штучка» (2002), «Стелс» (2005), «Игра по чужим правилам», «Посейдон» (2006).

## Личная жизнь
В 2003 году встречался с Сальмой Хайек, а в 2009 году с Рэйчел Макадамс.
29 июня 2012 года у Джоша и его супруги Джессики родился сын — Ной Рев Маурер (англ. Noah Rev Maurer). В 2014 году стало известно, что Джош и Джессика подали на развод, но сохранили дружеские отношения.

## Избранная фильмография
| Год       |    | Русское название                | Оригинальное название                               | Роль                      |
| --------- | -- | ------------------------------- | --------------------------------------------------- | ------------------------- |
| 1991      | тф | Дитя тьмы, дитя света           | Child of Darkness, Child of Light                   | Джон Л. Джордан III       |
| 1993      | ф  | Живые                           | Alive                                               | Фелипе Рестано            |
| 1993      | ф  | Отчаянный папа                  | Father Hood                                         | Энди                      |
| 1994      | ки | —                               | Wing Commander III: Heart of the Tiger              | майор Джейс «Флеш» Диллон |
| 1996      | ф  | Худеющий                        | Thinner                                             | медбрат                   |
| 2000      | ф  | Можешь рассчитывать на меня     | You Can Count on Me                                 | Руди Колински-старший     |
| 2000      | ф  | Американский психопат           | American Psycho                                     | Крэйг Макдермотт          |
| 2000      | ф  | Дансер                          | The Dancer                                          | Стефан                    |
| 2000      | ф  | Вес воды                        | The Weight of Water                                 | Рич Джейнс                |
| 2001      | ф  | Девятая сессия                  | Session 9                                           | Хэнк                      |
| 2001      | ф  | Игры разума                     | A Beautiful Mind                                    | Мартин Хенсен             |
| 2002      | ф  | Берега                          | Coastlines                                          | Эдди Вэнс                 |
| 2002      | ф  | Стильная штучка                 | Sweet Home Alabama                                  | Джейк Перри               |
| 2003      | ф  | Халк                            | Hulk                                                | Гленн Тэлбот              |
| 2003      | ф  | Подержанные львы                | Secondhand Lions                                    | взрослый Уолтер           |
| 2003      | ф  | Уондерленд                      | Wonderland                                          | Рон Лэуниус               |
| 2004      | ф  | Подводное течение               | Undertow                                            | Дил Манн                  |
| 2004      | ф  | Свихнувшиеся                    | Around the Bend                                     | Джейсон Лэйр              |
| 2005      | с  | Эмпайр Фоллз                    | Empire Falls                                        | молодой Макс              |
| 2005      | ф  | Стелс                           | Stealth                                             | лейтенант Бен Ганнон      |
| 2005      | ф  | Незаконченная жизнь             | An Unfinished Life                                  | шериф Крейн Кертис        |
| 2006      | ф  | Игра по чужим правилам          | Glory Road                                          | Дон Хаскинс               |
| 2006      | ф  | Посейдон                        | Poseidon                                            | Дилан Джонс               |
| 2008      | ф  | Любовный менеджмент             | Management                                          | Барри                     |
| 2009      | ф  | Обличитель                      | Tell-Tale                                           | Терри Бернард             |
| 2010      | ф  | Пикок                           | Peacock                                             | офицер Том Макгонигл      |
| 2010      | ф  | Жизнь, как она есть             | Life as We Know It                                  | Сэм                       |
| 2011      | ф  | Линкольн для адвоката           | The Lincoln Lawyer                                  | Тед Минтон                |
| 2011      | ф  | Дж. Эдгар                       | J. Edgar                                            | Чарльз Линдберг           |
| 2012      | с  | Фирма                           | The Firm                                            | Митч Макдир               |
| 2012      | ф  | Медальон                        | Stolen                                              | Винсент Кинси             |
| 2013      | ф  | Биг-Сур                         | Big Sur                                             | Нил Кэссиди               |
| 2014—2016 | с  | Тайны Лауры                     | The Mysteries of Laura                              | Джейк Бродерик            |
| 2017      | ф  | Уотергейт: Крушение Белого дома | Mark Felt: The Man Who Brought Down the White House | Чарли Бейтс               |
| 2018      | ф  | Что у них было                  | What They Had                                       | Эдди Эртц                 |
| 2018—2019 | с  | Йеллоустон                      | Yellowstone                                         | молодой Джон Даттон       |
| 2019      | ф  | Ford против Ferrari             | Ford v Ferrari                                      | Лео Биби                  |
| 2020      | ф  | Секрет                          | The Secret: Dare to Dream                           | Брей Джонсон              |
| 2021      | ф  | Судная ночь навсегда            | The Forever Purge                                   | н/д                       |
| 2023      | ф  | Кровь в обмен на пыль           | Blood for Dust                                      | Джон                      |
| 2024      | с  | Палм-Рояль                      | Palm Royale                                         | Дуглас                    |
| 2024      | ф  | Королева ринга                  | Queen of the Ring                                   | Билли Вульф               |